# Houbigant
Houbigant ist ein historisches französisches Parfümhaus. Es ist heute eine Marke der Loft S.A.M. mit Unternehmenssitz in Monaco.

## Geschichte
Gegründet 1775 in Paris von Jean-François Houbigant aus Grasse, wurden anfänglich Handschuhe, Parfüms, und Brautgestecke angeboten. Das ursprüngliche Geschäft hieß "A la Corbeille de Fleurs" und lag in der Rue du Faubourg Saint-Honoré. Zu den Kunden zählte unter anderem Königin Marie-Antoinette von Frankreich.
Sein Nachfolger wurde 1807 sein Sohn Armand-Gustave Houbigant. Im selben Jahr folgte die Ernennung zum Hofparfümeur Napoleons und die Kreation eines speziellen Duftes für die Kaiserin Joséphine. Im Jahr 1829 wurde Houbigant zum Parfumeur von Prinzessin Adélaïde d’Orléans ernannt. 1838 wurde das Parfümhaus als "Perfumer to Her Majesty, Queen Victoria of England" ausgezeichnet. Im Jahre 1880 wurde der Parfumeur Paul Parquet Teilinhaber. Zehn Jahre später erfolgte die Ernennung zum Parfümeur des Zarenhofs durch Zar Alexander III.
Von 1912 bis 1935 arbeitete Robert Bienaimé für Houbigant und entwickelte den Duft Quelques Fleurs. Bis 1950 kreierten die Parfümeure Paul Schving und Marcel Billot neue Düfte für Houbigant, am bekanntesten wurde Chantilly von 1941. Anfang 1980er führte Houbigant Quelques Fleurs wieder ein, gefolgt von Duc de Vervins im Jahre 1985 und Quelques Fleurs Royale 1998.
Houbigant gilt als eines der ältesten Parfümhäuser und alte Houbigant-Flakons sind begehrte Sammlerstücke. Houbigant war das erste Parfümhaus, das einen synthetischen Riechstoff, Coumarin, in ihrem von Paul Parquet komponierten Fougère Royale (1882) einsetzte.